# Bile (Lutuhyne)
Bile (ukrainisch Біле; russisch Белое Beloje) ist eine Siedlung städtischen Typs im Süden der ukrainischen Oblast Luhansk mit etwa 6500 Einwohnern.
Der Ort gehört administrativ zum Rajon Lutuhyne, das Rajonszentrum Lutuhyne ist 15 Kilometer südöstlich gelegen, die Oblasthauptstadt Luhansk liegt 21 Kilometer nordöstlich des Ortes. Durch den Ort verläuft der Fluss Bila (Біла) und die Bahnstrecke Siwersk–Lichaja, an der Bile einen Bahnhof hat.
Bile wurde 1705 gegründet und erhielt 1938 den Status einer Siedlung städtischen Typ. Seit Sommer 2014 ist der Ort im Verlauf des Ukrainekrieges durch Separatisten der Volksrepublik Lugansk besetzt.